# Pinetop Perkins

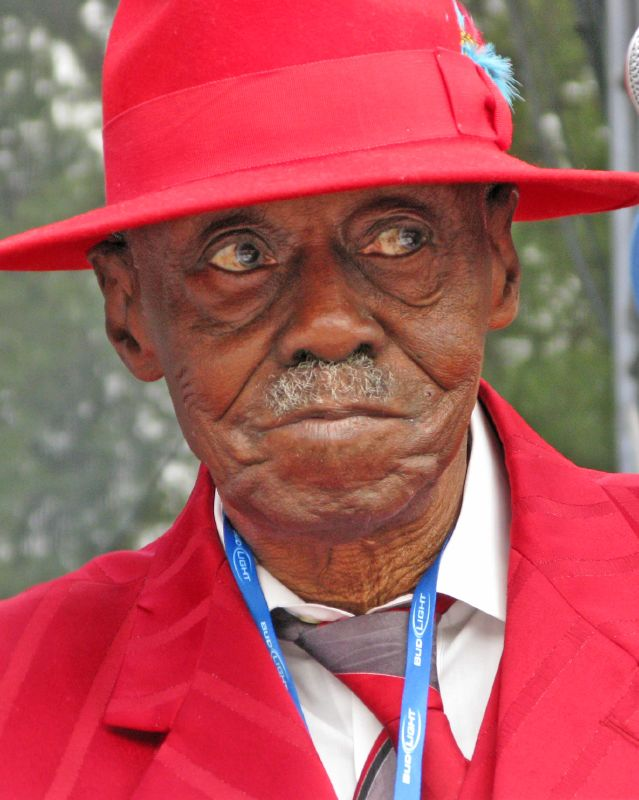
Pinetop Perkins
(Santa Cruz Blues Festival 2008)

Pinetop Perkins (* 7. Juli 1913 in Belzoni, Mississippi; † 21. März 2011 in Austin, Texas; eigentlich Joe Willie Perkins) war ein US-amerikanischer Blues-Musiker.

## Leben
Perkins begann seine musikalische Karriere als Gitarrist. Nachdem eine Tänzerin die Sehnen seines linken Armes bei einer Rauferei in Helena, Arkansas mit einem Messer verletzt hatte, wechselte er zum Piano. Hatte er zunächst mit Robert Nighthawk gearbeitet, spielte er jetzt mit Sonny Boy Williamson (Rice Miller).
In den 1950ern ging Perkins auf Tournee. Er trat mit Earl Hooker auf und nahm in Memphis (Tennessee) “Pinetop’s Boogie Woogie” (geschrieben von Pinetop Smith) auf. Aus dieser Zeit stammt sein Künstlername.
Perkins blieb in Illinois und zog sich aus dem Musikgeschäft zurück. Erst 1968 konnte ihn Hooker überreden, wieder Aufnahmen zu machen. Perkins ersetzte Otis Spann, als dieser die Band von Muddy Waters verließ. Beim Montreux Jazz Festival 1974 trat er mit diesem, Buddy Guy und Junior Wells auf. Ende der 1970er gründete Perkins mit anderen die Legendary Blues Band, die bis in die 1990er unterwegs war.
Als bester Pianist erhielt er 1994 und 1996 den Living Blues Award. 2003 wurde Pinetop Perkins in die Blues Hall of Fame aufgenommen. 2005 erhielt er einen Grammy für sein Lebenswerk und 2008 einen Grammy Award for Best Traditional Blues Album. Damit ist er der bis heute älteste Künstler, der jemals mit einem Grammy Award ausgezeichnet worden ist. Mit über 90 Jahren hatte er immer noch Bühnenauftritte.
Pinetop Perkins starb am 21. März 2011 in Austin, Texas.

## Diskografie
- 1988: After Hours (Blind Pig Records)
- 1992: Pinetop’s Boogie Woogie (Discovery)
- 1995: Got My Mojo Workin’ (Blues Legends)
- 1995: Live Top (Deluge Records)
- 1995: With the Blue Ice Band (Earwig)
- 1997: Born in the Delta (Telarc Distribution)
- 1998: Down in Mississippi (HMG), Legends (mit Hubert Sumlin)
- 1999: Live at 85 (Shanachie)
- 2000: Back on Top (Telarc Distribution)
- 2000: Live at Antone’s, Vol. 1 (Antone’s)
- 2002: Pinetop Is Just Top (Black & Blue)
- 2003: Heritage Of The Blues: The Complete Hightone Sessions (HighTone Records)
- 2004: Ladies Man (M.C. Records mit Marcia Ball, Ruth Brown, Odetta u. a.)
- 2005: On Top (Deluge)
- 2007: Last of the Great Mississippi Delta Bluesmen: Live in Dallas Blue Shoe Project (Perkins spielt Down in Mississippi, Kansas City, Got My Mojo Working)
- 2007: Pinetop Perkins (Born In The Honey Redeye Distribution DVD und CD)
- 2008: Pinetop Perkins & Friends Telarc (mit Jimmie Vaughan, B. B. King, Eric Clapton)
- 2010: Joined At The Hip Telarc (mit Willie „Big Eyes“ Smith) (Grammy 2011 Best Traditional Blues Album; Blues Music Award 2011 Traditional Blues Album of the Year)

Pinetop Perkins ist u. a. auf Aufnahmen folgender Künstler zu hören: Kenny Wayne Shepherd, Bob Margolin, Odetta, Muddy Waters, Buddy Guy, Carey Bell, Koko Taylor, James Cotton, Johnny Winter, Luther „Guitar Junior“ Johnson, Floyd Dixon u. v. a.